# Fevzi Çakmak (Pendik)
Fevzi Çakmak est un quartier du district de Pendik de la métropole d'Istanbul.